# Ameiva festiva
Ameiva festiva är en ödleart som beskrevs av  Lichtenstein 1856. Ameiva festiva ingår i släktet Ameiva och familjen tejuödlor.

## Underarter
Arten delas in i följande underarter:
- A. f. festiva
- A. f. edwardsii
- A. f. niceforoi
- A. f. occidentalis

## Bildgalleri

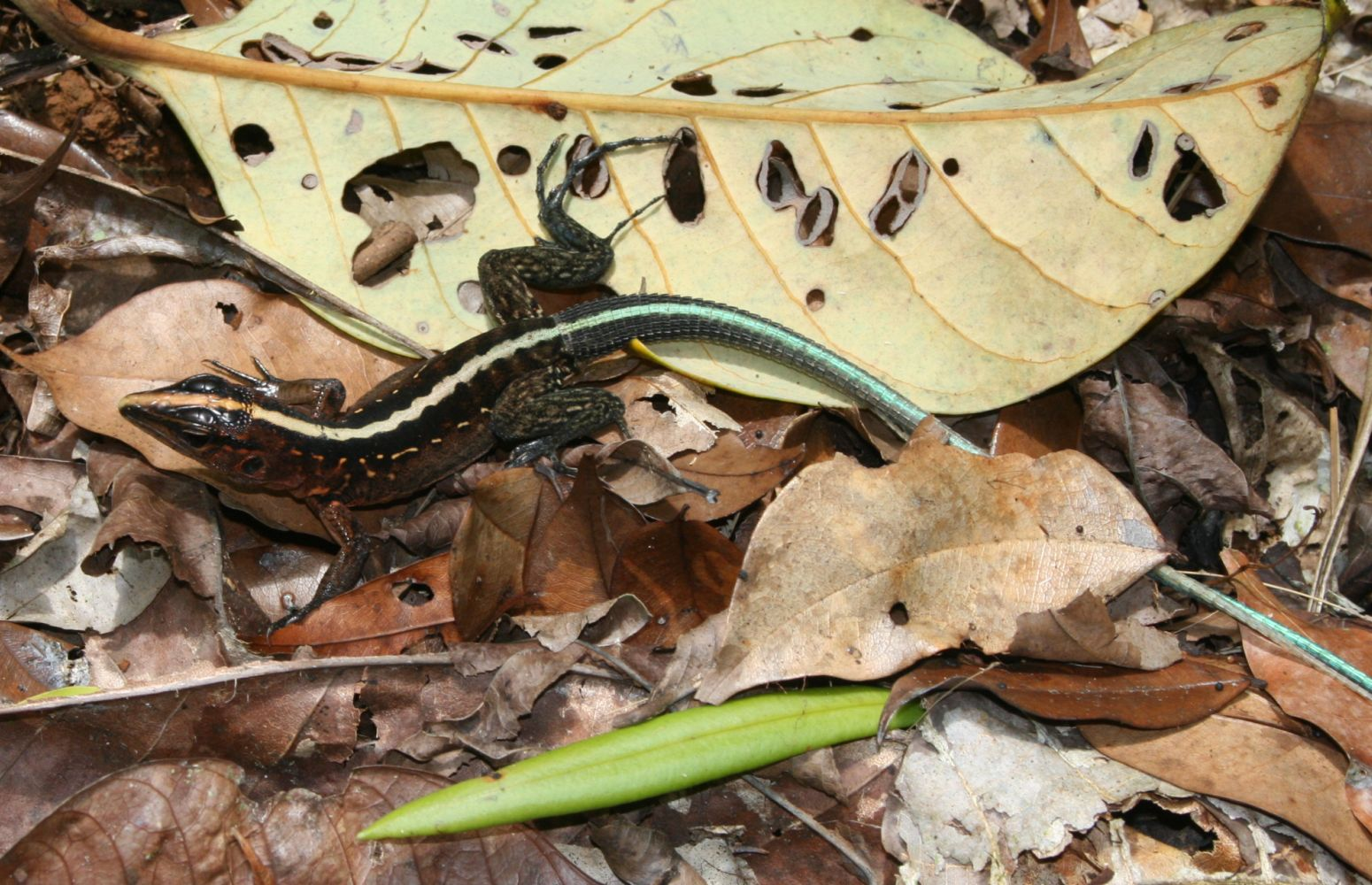
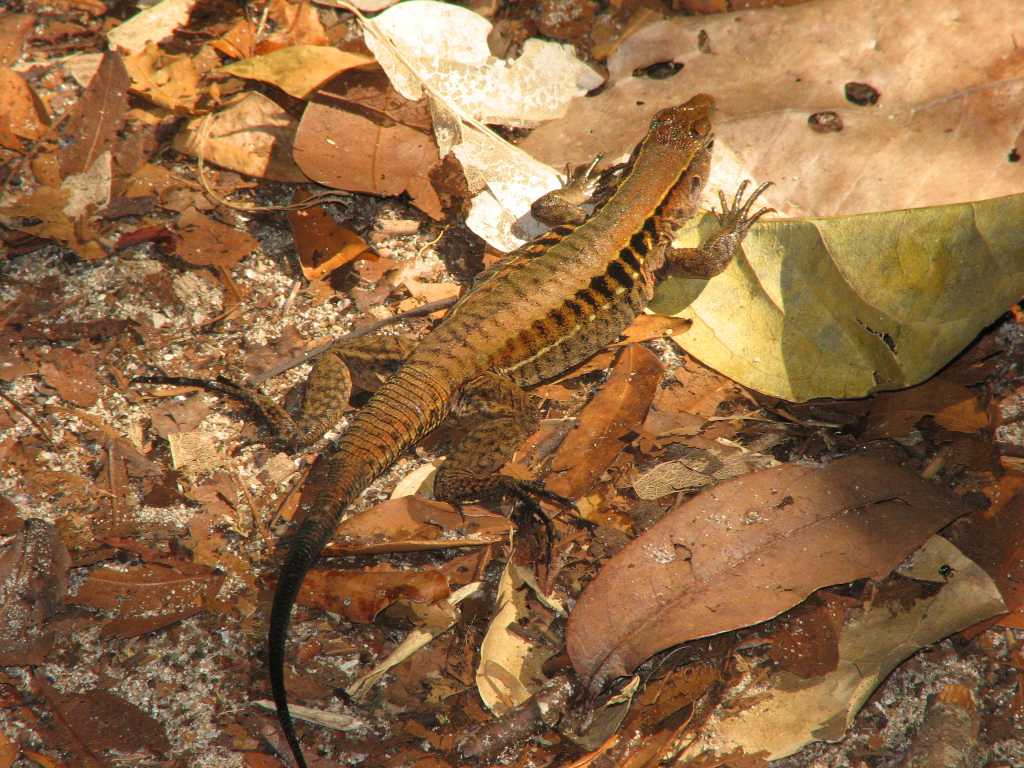
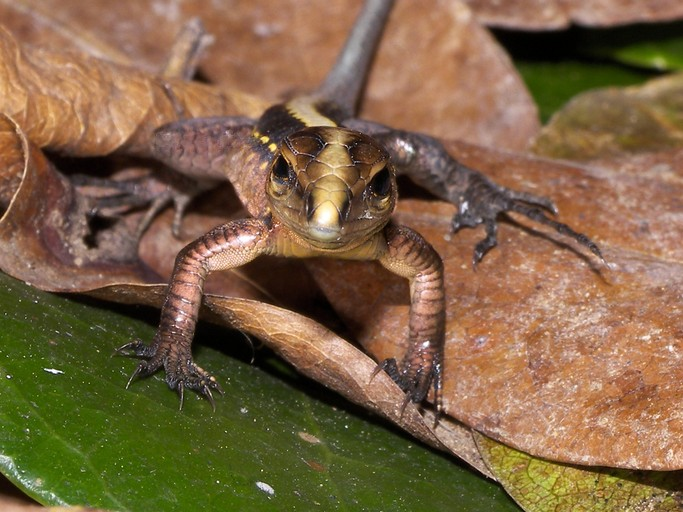